# Annone (elefante)

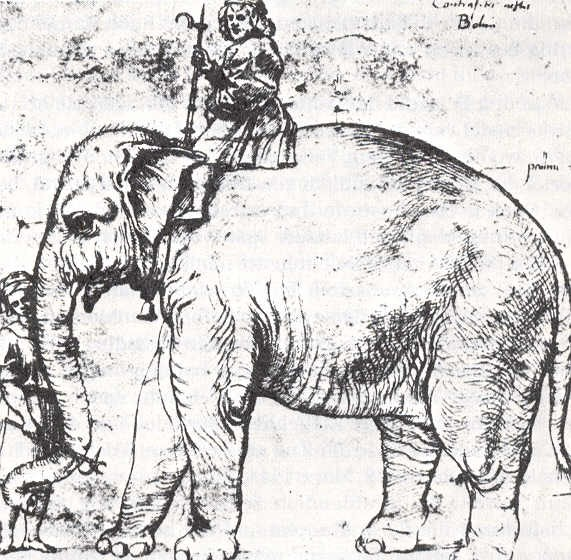
Schizzo di Annone, da Raffaello Sanzio, c. 1514

Annone (circa 1510 - 16 giugno 1516) era un elefante bianco addomesticato, originario dell'isola di Ceylon, donato da Manuele I del Portogallo a papa Leone X nel 1513.
La sua storia è stata narrata da Silvio Bedini nel saggio The Pope's Elephant: An Elephant's Journey from Deep in India to the Heart of Rome (1997).

## Storia
L'elefante fu un regalo per l'incoronazione del pontefice neo-eletto. Oltre al pachiderma, caratterizzato da albinismo e molto apprezzato dal papa, qualche anno più tardi Manuele inviò a Leone anche un rinoceronte, che però morì annegato durante il viaggio a seguito di una tempesta davanti a La Spezia. Quest'ultimo venne poi raffigurato da Albrecht Dürer in una xilografia destinata a divenire famosa; l'artista non vide mai l'animale e lo raffigurò dopo averne ricevuto un'accurata descrizione. Si diceva che il re del Portogallo avesse ricevuto i due animali in regalo dal re di Cochin; secondo alcune fonti, ordinò invece ad Alfonso di Albuquerque, suo viceré in India, di prenderli con la forza.

### Arrivo e celebrazione

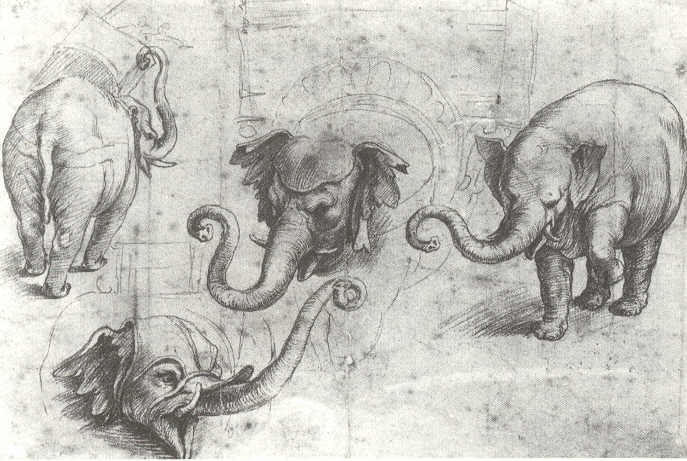
Disegni di Annone

La nave che trasportava Annone (chiamato così in onore del generale cartaginese) arrivò da Lisbona a Roma il 12 marzo 1514, quando l'elefante aveva circa quattro anni. Dopo il suo arrivo venne portato in processione per le strade della capitale, tra due ali di folla entusiasta, insieme a due leopardi, una pantera, alcuni pappagalli, tacchini rari e cavalli indiani. Il pachiderma aveva sulla groppa un palanchino, fatto d'argento, a forma di castello, contenente un cofano con dei doni reali, tra cui paramenti ricamati in perle e pietre preziose e monete d'oro coniate per l'occasione.
Il papa attendeva l'arrivo del corteo a Castel Sant'Angelo; una volta giunto al suo cospetto, Annone si inginocchiò per tre volte in segno di omaggio, strofinandogli la proboscide sulle pantofole; poi, obbedendo a un cenno del suo custode indiano, aspirò l'acqua con la proboscide da un secchio e la spruzzò non solo contro i cardinali, ma anche contro la folla. 
Qualche anno più tardi ancora Manuele, venuto in possesso di un esemplare di rinoceronte, anche in questo caso volle farne dono al papa. A ogni sosta del suo viaggio da Lisbona l'animale suscitò ampia curiosità; anche re Francesco I di Francia volle personalmente vederlo nella sosta a Marsiglia. Purtroppo la nave che trasportava il rinoceronte fece naufragio a Portovenere nel golfo della Spezia nel 1516.

### Vita romana

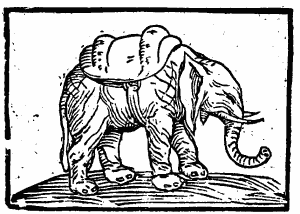
Annone da un pamphlet del 1514

In un primo tempo l'elefante venne posto in una struttura chiusa nel cortile del Belvedere, a quel tempo in costruzione, poi venne trasferito in un particolare edificio tra la Basilica di San Pietro e il Palazzo Apostolico, vicino a Borgo Sant'Angelo (una strada nel rione Borgo). Il suo arrivo venne commemorato in poesie e in arte. Pasquale Malaspina scrisse:
Venne condotto l'addestrato elefante

che danzava con tanta grazia e tanto amore

che difficilmente un uomo avrebbe potuto ballare meglio.»
I cronisti dell'epoca parlarono di lui come di un animale straordinariamente intelligente, che spesso si prestava a balli, spruzzi d'acqua con la proboscide e scherzi vari. Annone divenne una "mascotte" nella corte papale e fu il protagonista nelle processioni in città; dato in custodia al protonotario Giovanni Battista Branconio dell'Aquila, veniva portato spesso in giro per le strade di Roma, suscitando curiosità e ammirazione al suo passaggio. Il suo mantenimento costava cento ducati l'anno e tra i vari incarichi di due tra i più grandi artisti del tempo, Raffaello Sanzio e Pietro Aretino, il quale era meravigliato da questo animale, vi era quello di fargli da custode.

### Morte

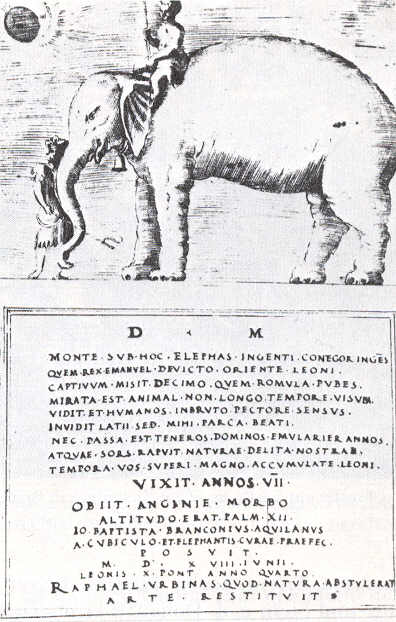
Schizzo dell'affresco celebrativo e dell'epitaffio di Annone

Due anni dopo il suo arrivo a Roma, si ammalò improvvisamente; i medici cercarono di curarlo, ma il 16 giugno 1516 morì di angina all'età di sette anni, stroncato dal clima umido della città, con il papa al suo fianco. Annone venne sepolto nel Cortile del Belvedere.
Apparve in un affresco commemorativo che è andato perduto, probabilmente opera di Raffaello Sanzio o di Giulio Romano, che fu così descritto da Francisco de Hollanda tra il 1539 e il 1540:
(Francisco di Olanda)
Annone fu anche il soggetto della commedia satirica di Pietro Aretino intitolata Le ultime volontà e testamento di Annone, l'elefante, un'opera che conteneva allusioni e critiche ai personaggi maggiormente famosi dell'epoca, incluso papa Leone X.

## Raffigurazioni e aneddoti
- La Fontana dell'Elefante si trova al centro del giardino all'italiana del Parco dei Mostri di Bomarzo, chiamato così per la grande testa di elefante appartenente ad Annone. Altre raffigurazioni dell'animale sono sparse un po' per tutta la capitale: una delle più importanti è sul battente destro di una porta della Stanza della Segnatura in Vaticano ed è opera del celebre intagliatore fra Giovanni da Verona (tratta forse da un disegno di Raffaello).
- Nella Cappella Branconio della chiesa di San Silvestro, a L'Aquila, si trova un affresco che raffigura l'elefante bianco.
- Il poeta Baraballo, nel giorno della sua incoronazione a Roma, che doveva avvenire in Campidoglio, avrebbe dovuto attraversare la città proprio in groppa ad Annone. Ma l'elefante, che secondo i cronisti giudicò il poeta troppo vanesio, se lo scrollò di dosso mentre attraversava il Ponte Sant'Angelo e ritornò dignitosamente nella stalla, scatenando l'ilarità generale.
- All'elefante sarebbe altresì legata una delle tante versioni riguardante l'espressione "fare il portoghese". Il pontefice, per mostrare tutta la sua riconoscenza circa l'insolito dono, concesse all'ambasciatore portoghese e al suo seguito il privilegio di essere ospite della città di Roma, ossia di potersi recare in qualunque teatro, osteria, albergo, ecc. senza pagare nulla, palesando solo la nazionalità. Molti furbacchioni, scoperta l'esistenza del singolare diritto, presero quindi a frequentare i locali d'ogni tipo dove, con accento fintamente esotico, proclamavano di essere portoghesi e quindi di non dovere nulla. Quando però il papa esaminò i conti astronomici pervenuti dagli esercizi pubblici, si rese conto che una modesta pattuglia diplomatica non poteva aver consumato quanto un esercito e - comprendendo di essere stato gabbato dagli arguti romani - si affrettò a revocare il privilegio, ma ormai era tardi e la spesa fu enorme. E fu proprio a causa del gran clamore originato dal danno e dalla beffa che il popolo adottò il modo di dire ancor oggi in uso.